# Wrightington
Wrightington – wieś i civil parish w Anglii, w Lancashire, w dystrykcie West Lancashire. W 2011 civil parish liczyła 2886 mieszkańców. Wrightington było Wrstincton w 1195, Wrichtington w 1202, Wrictinton w 1212, Wrytinton w 1256, Wrythinton w 1262, Wryghtington i Writtyngton w 1284–5 i Whritynton i Wrythtynton w 1292.